# Elizabeth Mincoff-Marriage
Mary Elizabeth Mincoff-Marriage, geb. Mary Elizabeth Marriage (* 20. Oktober 1874 in Stratford, Essex; † 29. August 1952 in London) war eine britische Volksliedforscherin.

## Leben
Elizabeth Marriage studierte in Heidelberg Germanistik und promovierte 1898 bei Wilhelm Braune. 1902 gab sie die Sammlung Volkslieder aus der badischen Pfalz heraus. In den Jahren 1921 sowie 1929/30 arbeitete sie als Mitarbeiterin am Deutschen Volksliedarchiv in Freiburg im Breisgau.
1904 heiratete sie den bulgarischen Diplomaten Constantin Constantinovitch Mincoff (1878–1929), mit dem sie zwei Söhne hatte. Der jüngere, Marco Mincoff (1909–1987), wurde ein bekannter Shakespeare-Gelehrter. Ihre Schwester, Ellen Marriage (1865–1946), erlangte einige Bekanntheit durch die Übersetzung von Honoré de Balzacs Büchern ins Englische.

## Werke

### Bücher
- Poetische Beziehungen des Menschen zur Pflanzen- und Tierwelt im heutigen Volkslied auf hochdeutschem Boden. Hanstein, Bonn 1898 (zugleich Diss. Univ. Heidelberg, 3. November 1898). Abgedruckt in: Alemannia. Bd. 26, 1898, S. 97–183 (Textarchiv – Internet Archive).
- (mit John Meier) Volkslieder aus dem Kanton Bern. Cotti, Zürich 1901.
- Volkslieder aus der badischen Pfalz. Niemeyer, Halle 1902 (archive.org).
- (als Hrsg.) Georg Forsters Frische teutsche Liedlein, in fünf Teilen. Abdruck nach den ersten Ausgaben 1539, 1540, 1549, 1556, mit den Abweichungen der späteren Drucke. Niemeyer, Halle 1903 (archive.org).
- (mit Margaret S. Marriage) Pillow Lace, a Practical Hand-book. J. Murray, 1907 (archive.org). Reprint unter dem Titel: Pillow Or Bobbin Lace: Technique, Patterns, History. Dover Publications, New York 1987, ISBN 0-486-25505-0.
- Souterliedekens: een nederlandsch psalmboek van 1540; met de oorspronkelijke volksliederen die bij de melodieen behooren. Nijhoff, ’s-Gravenhage 1922 (scan).
- Bergliederbüchlein. Historisch-kritische Ausgabe (= Bibliothek des Litterarischen Vereins in Stuttgart. 285). 1936. Nachdruck mit einer neuen Einleitung von Gerhard Heilfurth: Olms, Hildesheim 1988, ISBN 3-487-09040-6 (eingeschränkte Vorschau in der Google-Buchsuche).
- Zestiende-eeuwsche Dietsche volksliedjes: de oorspronkelijke teksten met de in de Souterliedekens van 1540 bewaarde melodieën. Nijhoff, ’s-Gravenhage 1939.
- Bulgarian folksongs. Ministry of Propaganda, National Culture Dept., Sofia 1945.

### Aufsätze
- Marlbruck. In: The Modern Language Quarterly (1900–1904), Vol. 3, No. 2 (Dezember 1900), S. 128–131 (JSTOR:41065306).
- Alte Liederdrucke im britischen Museum. In: Alemannia. Bd. 28 (1900), S. 248–259 (Textarchiv – Internet Archive).
- Sagen von Bergstrasse und Neckar. In: Alemannia. Bd. 29 (1901), S. 73–76 (Textarchiv – Internet Archive).
- Unveröffentlichtes aus der Weimarer Liederhandschrift v.j. 1537. In: Tijdschrift voor Nederlandsche Taal- en Letterkunde. 38, 1920, 2, S. 81–112 (Volltext).
- Einige niederländische Lieder mit fremdländischen Beziehungen. In: Volkskundliche Gaben: John Meier zum siebzigsten Geburtstage dargebracht. W. de Gruyter & Co., Berlin, Leipzig 1934, S. 138 ff.